# Juan B. Justo
Juan Bautista Justo (Buenos Aires, 28 giugno 1865 – 8 gennaio 1928) è stato un politico, medico e giornalista argentino.

## Biografia
Laureatosi in Medicina presso l'Università di Buenos Aires nel 1888, lasciò successivamente l'Argentina per un viaggio formativo in Europa dove si avvicinò al socialismo. Rientrato in patria s'iscrisse all'Unión Cívica de la Juventud e successivamente all'Unione Civica. Intrapresa la carriera medica, iniziò a lavorare come chirurgo. Contrario all'uso della violenza, durante la Rivoluzione del Parco del 1890 si occupò di fornire soccorso ai feriti. In quegli stessi anni accanto alla professione medica Justo intraprese la carriera giornalistica scrivendo sul quotidiano La Prensa e sul periodico socialista El Obrero. Nel 1894, insieme ad Augusto Kühn e Esteban Jiménez, fondò il periodico socialista La Vanguardia, diventato poi quotidiano nove anni dopo.
Abbracciati definitivamente gli ideali socialisti, nel 1896, assieme a Estéban Jiménez, Augusto Kühn e Isidoro Salomó, fondò il Partito Socialista d'Argentina. Negli anni successivi Justo promosse la costituzione di alcune istituzioni socialiste volte a rafforzare e legittimare la sua fazione come la cooperativa El Hogar Obrero, la prima non-europea ad essere ammessa all'Alleanza Cooperativa Internazionale, la Biblioteca Popolare e la Società Luz Universidad Popular. Fu il primo a tradurre in lingua spagnola Il Capitale di Karl Marx.
Nel 1912 fu eletto deputato e nel 1924 senatore. Nel corso della sua carriera nel Congresso presiedette la commissione anti-trust e fu tra i fautori della riforma universitaria del 1918. Promosse leggi per combattere l'alcoolismo, l'analfabetismo ed il gioco d'azzardo.

## Famiglia
Nel 1921 sposò in seconde nozze l'attivista e saggista Alicia Moreau de Justo. La sorella Sara Justo fu una celebre educatrice nonché medico. Egli era cugino di secondo grado di Agustín Pedro Justo, presidente dell'Argentina dal 1932 al 1938.

## Opere
- Teoría y práctica de la historia (1909);
- Teoría científica de la historia (1898);
- El socialismo argentino (1910);
- La intransigencia política (1921);
- Socialismo e imperialismo;
- La internacional socialista;
- El programa socialista en el campo.

### Pubblicazioni postume
- La moneda (1937);
- La cooperación libre (1938).